# Aignan
Aignan je francouzská obec v departementu Gers v regionu Midi-Pyrénées. V roce 2011 zde žilo 760 obyvatel. Je centrem kantonu Aignan.

## Sousední obce
Avéron-Bergelle, Bouzon-Gellenave, Castelnavet, Couloumé-Mondebat, Loubédat, Loussous-Débat, Lupiac, Margouët-Meymes, Pouydraguin, Sabazan

## Vývoj počtu obyvatel
Počet obyvatel 